# Ausktribosfènids
Els ausktribosfènids (Ausktribosphenidae) són una família de mamífers prototeris. El nom Ausktribosphenidae ha estat donat a uns fòssils bastant sorprenents, que:
- Semblen tenir molars tribosfèniques, un tipus de dents que, a part d'aquest grup, només és conegut en els teris.
- Provenen de dipòsits del Cretaci mitjà d'Austràlia. Tanmateix, en aquell temps Austràlia només es tocava amb l'Antàrtida; els placentaris s'originaren a l'hemisferi nord i s'hi quedaren fins que la deriva continental formà connexions terrestres entre Nord i Sud-amèrica, entre Àsia i Àfrica i entre Àsia i l'Índia.[2]
- Només estan representats per fragments cranials i mandibulars, cosa que no ajuda gaire.

Els ausktribosfènids i els monotremes han estat classificat dins el grup superior dels australosfènides. Tanmateix, els australosfènides són un grup que ha estat definit només perquè inclogui els ausktribosfènids i els monotremes – en altres paraules, podria ser un grup artificial, llevat que es descobreixi un fòssil que es pugui descriure amb certa seguretat com a australosfènide basal (un australosfènide que no pertanyi ni als ausktribosfènids ni als monotremes).